# ジョン・ヒーリー＝ハッチンソン (第7代ドナウモア伯爵)
第7代ドナウモア伯爵ジョン・マイケル・ヘンリー・ヒーリー＝ハッチンソン（英語: John Michael Henry Hely-Hutchinson, 7th Earl of Donoughmore、1902年11月12日 - 1981年10月19日）は、イギリス及びアイルランドの貴族。

## 経歴
1902年11月12日、第6代ドナウモア伯爵リチャード・ヒーリー＝ハッチンソンとその妻エレーナ(旧姓グレース)の間の長男として生まれる。
ウィンチェスター・カレッジを経てオックスフォード大学モードリン・カレッジへ進学。
1948年10月19日に父の死により第7代ドナウモア伯爵位以下4つの爵位を継承した。その中には連合王国貴族ハッチンソン子爵位があるため、貴族院議員に列した。
1964年から死去までアイルランド・グランドロッジのグランドマスターを務める。
1974年6月には妻とともにアイルランド共和軍 (IRA) に政治的人質として拉致されたが、1週間後に釈放された。
1981年に死去。

## 栄典

### 爵位
- 1948年10月19日、第6代ノックロフティのドナウモア伯爵(1800年創設アイルランド貴族爵位)
- 1948年10月19日、第6代ティペラリー県におけるノックロフティのドナウモア子爵(1797年創設アイルランド貴族爵位)
- 1948年10月19日、第6代ティペラリー県におけるノックロフティのハッチンソン子爵(1821年創設連合王国貴族爵位)
- 1948年10月19日、第7代ティペラリー県におけるノックロフティのドナウモア男爵(1783年創設アイルランド貴族爵位)[1]

## 家族
1925年にドロシー・ホッサムと結婚し、彼女との間に以下の3子を儲ける。
- 第1子(長男) リチャード・ヒーリ＝ハッチンソン（英語版） (1927-) -第8代ドナウモア伯爵
- 第2子(長女) サラ・エレーナ・ヒーリー＝ハッチンソン (1930-)
- 第3子(次男) マーク・ヒーリー＝ハッチンソン (1934-)